# Horváth János (fazekas)
Horváth János (Mohács, 1905. május 22. – Pécs, 1975. augusztus 27.) magyar fazekas, a népművészet mestere.

## Élete
Régi fazekas sokác családban született, ahol apja, nagyapja és dédapja is korsókészítő volt. A hat elemi után ő is fazekas lett, a legtehetségesebb képviselője a neves keramikus dinasztiának. Gyermekkorától kezdve több mint hatvan esztendőn át megszakítás nélkül a fazekaskorong mellett alkotott. 1923-ban korsós mestervizsgát tett, majd 1941-ben fazekasoklevelet is szerzett. 1954-től nyugdíjazásáig a Budapesti Háziipari Szövetkezet alapító tagja volt. Segédei László fia és Lakatos László voltak. Öccse, Horvát Márk szintén korsós és fazekas volt.

## Értékelése
Mohácson a nagy múltú fekete kerámia klasszikus stílusának legjelentősebb őrzője, tökéletes összhangban korunk ízlésével. Edényeinek finom vonalvezetése, szép ívű fülei teremtik meg az összhangot. Fekete kerámiáin karcolt, benyomkodott és áttört díszítést alkalmazott. Dísztálai peremén mandorlaminták alkotnak kompozíciós egységet. Nevét máztalan fekete „török” korsói tették messze tájon ismertté.
Lakóházában 400 darabból álló legjellegzetesebb darabjait közszemlére bocsátotta. 1961-ben megkapta a Népművészet Mestere díjat. 1972-ben Budapesten önálló kiállításon mutatkozott be.
1975. augusztus 27-én Pécsett halt meg. Személyes dokumentumai csak a kilencvenes évek végén kerültek Mohács város tulajdonába, majd az ottani Kanizsai Dorottya Múzeum gyűjteményébe kerültek.

## Elismerései
- 1961-ben a Népművészet Mestere díj
- 1991-ben Mohács város (posztumusz) díszpolgárává avatta